# On the Air
On the Air est une série télévisée américaine en sept épisodes de 25 minutes, créée par David Lynch et Mark Frost dont seulement trois épisodes ont été diffusés entre le 20 juin et le 4 juillet 1992 sur le réseau ABC.
En France, la série a été diffusée à partir du 18 décembre 1992 sur Canal Jimmy.

## Synopsis
En 1957, la chaîne de télévision ZBC, dirigée par M. Zoblotnick, crée une nouvelle émission, le Lester Guy Show. Celle-ci devient de plus en plus populaire, non pas pour sa qualité mais pour ses défauts. C'est grâce aux interprètes pitoyables et à l'équipe technique inexpérimentée qu'elle attire une audience de plus en plus large.

## Historique
Le concept de cette série différait de celui de Twin Peaks ; ce n’était pas une histoire à épisodes mais une « situation-comedy » montrant à chaque fois une histoire complète autour d’un point de départ unique, dans un cadre fixe : la Zlobotnick Broadcasting Company, une station de télévision imaginaire des années 1950 située à New York. On retrouvait aux commandes de la série des membres de l’équipe de Twin Peaks : David Lynch et Mark Frost comme co-auteurs, Angelo Badalamenti à la musique, Lesli Linka-Glatter ou Jonathan Sanger (en) à la réalisation. Lynch ne dirigea que le premier épisode et co-écrivit le cinquième, qui fut mis en scène par Jack Fisk.

## Fiche technique
- Création : Mark Frost et David Lynch
- Scénario écrit ou co-écrit par : Mark Frost (épisodes 1, 2, 3 et 5), David Lynch (épisodes 1 et 7), Scott Frost (épisode 4), Robert Engels (épisodes 6 et 7)
- Réalisation : David Lynch (épisode 1), Leslie Linka Glatter (épisodes 2 et 5), Jack Fisk (épisodes 3 et 7), Jonathan Sanger (épisode 4), Betty Thomas (épisode 6)
- Directeur de la photographie : Ron Garcia
- Montage : Mary Sweeney
- Décor : Okiwata
- Musique : Angelo Badalamenti

## Distribution
- Ian Buchanan : Lester Guy
- Miguel Ferrer : Bud Budwaller
- Mel Johnson Jr. : Mickey
- Marla Rubinoff : Betty Hudson
- Nancye Ferguson : Ruth Trueworthy
- Kim McGuire (en) : Nicole Thorne
- Marvin Kaplan : Dwight McGonigle
- David L. Lander : Valdja Gochktch
- Tracey Walter : « Blinky » Watts
- Gary Grossman (en) : Bert Schein
- Sydney Lassick : M. Zoblotnick

## Source
- Cet article est partiellement ou en totalité issu du site Aboutlynch.com, le texte ayant été placé par l’auteur ou le responsable de publication sous la licence de documentation libre GNU ou une licence compatible.